# Claster Television
Claster Television, Inc. fue una distribuidora de televisión con sede en Baltimore, Maryland, fundada en 1953 por Bertram H. (Bert) Claster y Nancy Claster (Goldman) como Romper Room Inc. Originalmente fue productora del programa infantil Romper Room, uno de los primeros programas para niños en edad preescolar.

## Producción
Romper Room tuvo bastante éxito en sus primeros años. CBS se ofreció a retomar el programa, pero los Claster decidieron sindicarlo y franquiciarlo, grabando episodios y vendiendo las cintas a las estaciones locales o dando la opción a las estaciones locales de producir su propia versión del programa.
En 1969, Hasbro compró Romper Room Inc. y la renombró Claster Television Productions.  A lo largo de la década de 1970, Claster continuó haciendo Romper Room y no distribuyó nada más hasta 1978 cuando trajo el anime Star Blazers a los Estados Unidos. También desarrolló la serie de televisión Bowling for Dollars.
GI Joe terminó en 1987, mientras que The Transformers dejó de transmitir nuevos episodios en los Estados Unidos, pero continuó emitiéndose durante algún tiempo en Japón bajo la supervisión de Takara , el titular japonés de los derechos de la franquicia Transformers . A partir de 1989, Claster distribuyó una secuela de la serie animada GI Joe que fue realizada por DIC Entertainment . Esto terminó en 1991. Romper Room finalmente terminó en 1994 debido a la pérdida de interés y popularidad, lo que le dio al programa una duración de 41 años. Romper Room había sido el programa infantil de mayor duración en la historia hasta la fecha, un récord que Barrio Sésamo superó en 2010.
En 1992, Claster Television hizo su único intento en un área de televisión para adolescentes y adultos, Catwalk , pero solo duró dos años.
En 1996, Claster distribuyó ReBoot , el primer programa de televisión completamente CGI, por un corto tiempo después de que ABC lo cancelara. Al mismo tiempo, distribuyeron un renacimiento CGI de Transformers conocido como Beast Wars hasta 1999 (su secuela, Beast Machines , saldría al aire en Fox Kids ). Claster lanzó The Mr. Potato Head Show en 1998, que fue otro intento de vender juguetes Hasbro.
Todos los espectáculos de Claster terminaron en 2000, cuando Hasbro formó una división central de medios. Esta división eventualmente se hizo conocida como Allspark , y finalmente se convirtió en Entertainment One.

## Lista de series de televisión distribuida por Claster Television
- Romper Room (1953–1994)
- Bowling for Dollars (1960–2008)
- Fred Flintstone and Friends (1977–1978)
- Star Blazers (1979–1984)
- The Great Space Coaster (1981–1986)
- G.I. Joe: A Real American Hero (1983–1986)
- The Transformers (1984–1988)
- Muppet Babies (1984–1991)
- Jim Henson's Little Muppet Monsters (1985)
- Super Sunday (1985–1986)
- Jem (1985–1988)
- Bigfoot and the Muscle Machines (1985–1986)
- Robotix (1985–1986)
- Inhumanoids (1986)
- My Little Pony 'n Friends (1986–1987)
- My Little Pony (1984–1987)
- The Glo Friends (1986–1987)
- Potato Head Kids (1986–1987)
- MoonDreamers (1986–1987)
- Visionaries: Knights of the  Magical Light (1987)
- Maxie's World (1987)
- The New Archies (1987)
- COPS (1988–1989)
- G.I. Joe: A Real American Hero (1989)
- James Bond Jr. (1991)
- Bucky O'Hare and the Toad Wars (1991)
- Mother Goose and Grimm (1991–1992)
- Catwalk (1992–1994)
- Conan the Adventurer (1992–1994)
- My Little Pony Tales (1992)
- The Pink Panther (1993–1996)
- Transformers: Generation 2 (1993–1995)
- The Baby Huey Show (1994–1996)
- ReBoot (1994–2001)
- Mutant League (1994–1996)
- Action Man (1995–1996)
- Littlest Pet Shop (1995–1996)
- Richie Rich (1996)
- G.I. Joe: Extreme (1995–1997)
- Vor-Tech: Undercover Conversion * Squad (1996–1997)
- Beast Wars: Transformers (1996–1999)
- All Dogs Go to Heaven: The Series (1996–1999)
- Mummies Alive! (1997–1998)
- The Mr. Potato Head Show (1998–1999)
- The Lionhearts (1998)